# 约翰·克鲁伊夫
亨德里克·约翰内斯·“约翰”·克鲁伊夫（荷蘭語：[ˈjoːɦɑn ˈkrœyf] ⓘ，1947年4月25日—2016年3月24日），是荷蘭著名足球員，曾三獲歐洲足球先生，並率領荷蘭隊獲得一次世界盃亞軍及一次歐洲盃季軍，退役後轉任足球教練，同樣取得了極高的成就，是世界球壇中的最傳奇的巨星之一。他在2004年票選最偉大的荷蘭人當中，排名第六，次於排名第五的伊拉斯謨。
他從球員時代就有極重的菸癮，這導致他四十歲出頭就有很嚴重的心臟和肺功能問題，最後於2016年3月24日因肺癌逝世，終年68歲，是1974年世界杯決賽場上最早過世的球員。
克魯伊夫另有個鮮明的特徵，是他時常穿著在當時極為罕見的14號球衣上陣：一直到90年代前，足球員往往不使用特定的背號，而是在賽前公布陣容時將1到11號球衣交給先發球員（而以克魯伊夫的位置來說，他應該是9號或者11號）。而他出道前期也的確是一直穿著9號球衣（日後轉隊至巴塞隆納，當時西甲規定先發球員必須穿1到11號，他這段期間也是穿9號），但在1970年10月30號對陣勁敵PSV的荷甲比賽中，他的隊友Gerrie Mühren在開賽前臨時找不到他的7號球衣，克魯伊夫把自己的9號球衣給他之後，隨手抓了一件替補球員用的14號球衣上陣，最後阿賈克斯以1比0驚險勝出，之後克魯伊夫在荷蘭足協的默許之下開始一直使用這個幸運號碼，並且也把這個習慣帶到國家隊：當1974世界盃時，荷蘭隊賽前要分配球衣號碼時並提交名單給國際足總時，主教練米歇爾斯原本打算以英文字母做排序，而C開頭的克魯伊夫在這個排序下應該是陣中的1號，但他最後堅持選了14號球衣，而其他人以字母順序排列，不過到了1976歐洲杯，他又被要求穿回9號球衣。在克魯伊夫60歲生日當天，阿賈克斯宣布永久退休他標誌性的14號球衣。

## 生涯

### 球員時代
球員時代的克魯伊夫出身於荷蘭著名球會阿賈克斯，司職中鋒，因搶截積極，盤帶技術皆是頂級水準，速度快，故有「飛人」稱號。
他是荷蘭全能足球的代表人物，曾三次奪得歐洲足球先生（1971年、1973年、1974年）。在阿賈克斯時已三次率队夺得歐洲聯賽冠軍杯，其中1972年一屆決賽由阿賈克斯對意甲的國際米蘭，便憑克魯伊夫的兩個入球，以2-0贏出。當時外界都認為荷蘭的全能足球戰勝了意大利的防守足球。
1974年荷蘭國家隊教練挑選克魯伊夫出戰世界杯。荷蘭隊擊敗多個強勁對手後進入決賽，最後1:2不敵東道主聯邦德國獲亞軍。之前一年（1973年），克魯伊夫已轉會至加泰隆尼亞的巴塞罗那，協助巴塞隆拿贏得當季的西甲聯賽冠軍。而克魯伊夫的助陣，也為阿賈克斯球員在巴塞羅那奠定地位，以後有不少阿賈克斯球員都效力過巴塞羅那，如羅納德·科曼、克鲁伊维特等等。
克鲁伊夫於1978年世界盃之前退出荷蘭國家隊，荷蘭同樣的又在決賽輸給了東道主球隊（這次是阿根廷）。而克魯伊夫在離開巴塞隆納之後，又去美國踢了幾年，最後回到阿賈克斯，然而在1983年季末，阿賈克斯不願意多給他一年合約，理由是他這一年傷病缺賽太多，這惹惱了克魯伊夫，於他轉隊至阿賈克斯的死敵飛燕諾，這一年他又拿下了荷甲冠軍，而且整季只缺賽一場，球季結束後他正式宣佈退役。
他為國家隊出賽48場，共取得33個入球，獲得世界盃亞軍和歐洲盃季軍各一次。

### 執教生涯
克魯伊夫在退出球員生涯後成為了教練，先在1986－1988年間執教母會阿贾克斯。而他亦與巴塞羅那相當有緣，自1988年起便執教巴塞羅那。自1991年起，克魯伊夫帶領巴塞羅那連贏四屆西甲冠軍，並在1992年率隊贏得球會史上第一個歐冠杯。當時的巴塞遂被稱為「夢之隊」，即使到近年，不少巴塞球迷仍相當尊敬克魯伊夫，認為他是球會歷來最出色教頭之一。
克魯伊夫離開巴塞源於與當時主席努涅斯不和，曾宣稱在努涅斯当政期间绝不回球會，不过同时也宣称永不执教其他球队。
隨後努涅斯下台，由加斯帕特接任主席，但當政間巴塞一度淪落至只能打联盟杯的地步，而其主席职位亦在选举中失去。得到克鲁伊夫支持的拉波尔塔在此次选举中获胜，担任巴萨主席一职。
此後克魯伊夫虽未直接回到巴塞，然而拉波尔塔在任期间诸多重要决策背后均能看到其影子，比如两任主教练弗兰克·里杰卡尔德和何塞普·瓜迪奥拉的上任。此二人上任皆出乎当时一般舆论预料，不过；前者获得了巴塞史上第二座欧冠奖杯，而后者則获得了巴塞史上第三座和第四座欧冠奖杯。
克魯伊夫对巴塞的影响力并不仅如此。近年來巴塞阵容中有許多球员，例如當代阿根廷球王梅西以及哈維、伊涅斯塔、普約爾、域陀·華迪斯、布斯克茨、佩德羅等均是出自其自身的青训体系，而这个体系正式由克魯伊夫于二十年前奠下根基。此外，克鲁伊夫当时所带来的433控球进攻的打法，亦一直持续到了现在。诚如巴塞一代中场核心哈维所言，巴塞的打法自二十年前克鲁伊夫之后便再未有大的变更。这套打法不仅被巴塞成年队所执行，亦在巴塞各级青年队当中推行，这也使得巴塞青年队每名球员卒上一队便能迅速适应打法融入球队。而这套打法推行的20多年间，巴塞获得了11次联赛冠军，和4次欧洲冠军杯冠军。其成功之处可见一斑。
克魯伊夫的兒子亦是足球員，曾經在多間大球會包括巴塞隆納、曼聯及阿拉維斯效力。在巴塞隆納時，克魯伊夫是其教練。

## 所屬球會
- 1964年—1973年：阿賈克斯（荷蘭）

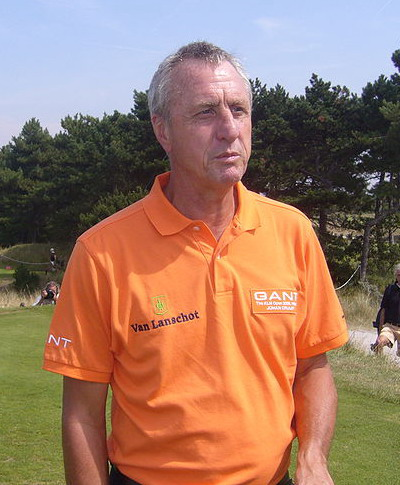
除了足球以外，高爾夫球是克魯伊夫最喜愛的運動

- 1973年—1978年：巴塞隆拿（西班牙）
- 1979年：洛杉磯阿茲特克（Los Angeles Aztecs）（美國）
- 1980年—1981年：華盛頓外交官隊（Washington Diplomats）（美國）
- 1981年：利雲特（西班牙）
- 1981年—1983年：阿賈克斯（荷蘭）
- 1983年—1984年：费耶诺德（荷蘭）

## 外部連結
- UEFA.com：荷蘭金童 （页面存档备份，存于）